# Temperatura de transición vítrea

Durante el calentamiento, el módulo E (Pa) de un polímero semicristalino decrece, en un principio, rápidamente. Luego pasa por un período de estabilización, en el gráfico se muestra un amesetamiento de la curva. En esta fase el material se presenta muy viscoso. Si la temperatura se incrementa aún más, el polímero se funde y el módulo es cero. Entre el estado rígido y el viscoso se encuentra la temperatura de transición vítrea Tg.

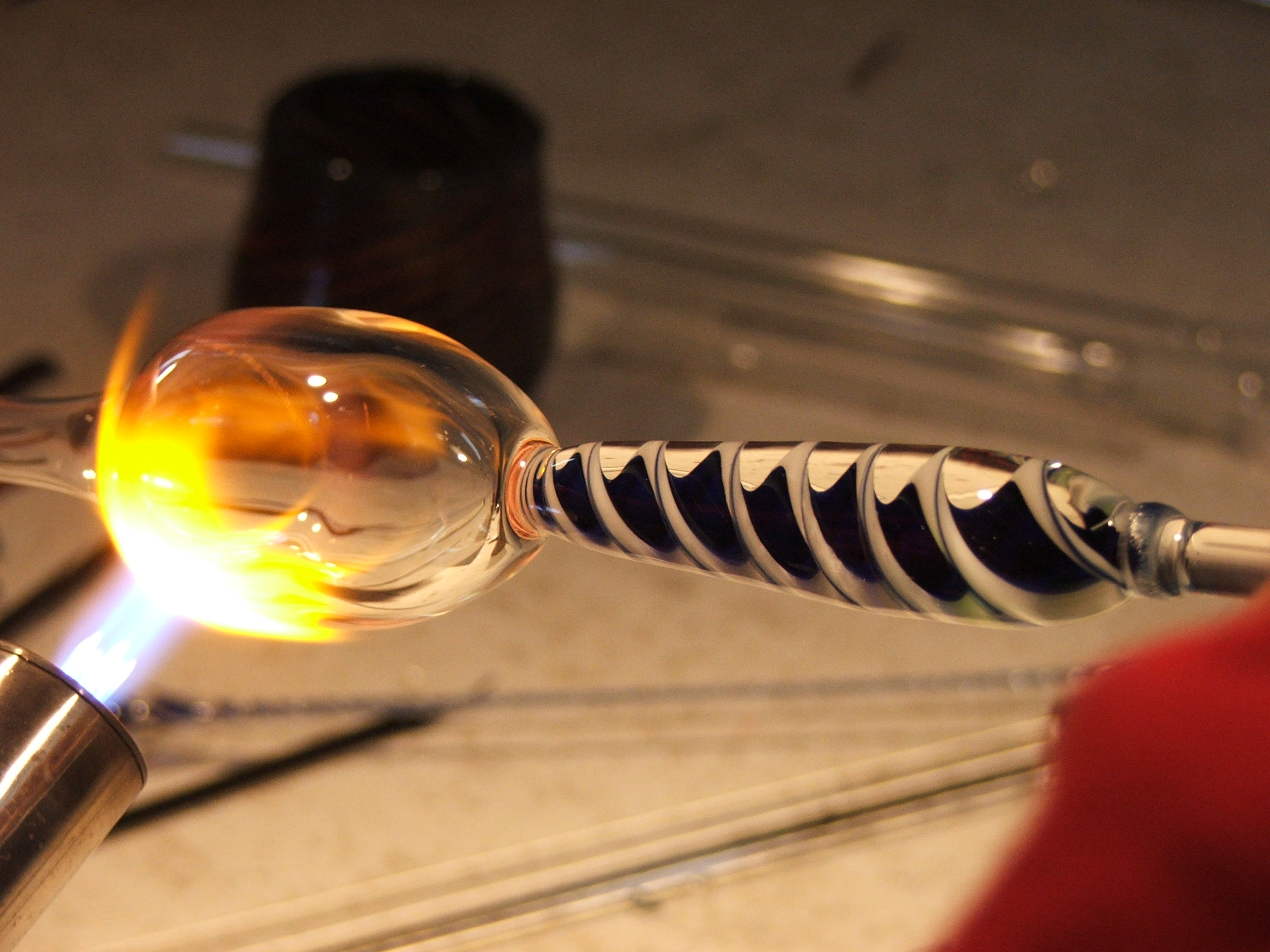
Vidrio soplado a una temperatura justo por encima de la transición vítrea

La temperatura de transición vítrea (Tg) es la temperatura a la que se da una pseudotransición termodinámica en materiales vítreos, por lo que se encuentra en vidrios, polímeros y otros materiales inorgánicos amorfos. Esto quiere decir que, termodinámicamente hablando, no es propiamente una transición. La Tg se puede entender de forma bastante simple cuando se entiende que en esa temperatura el polímero disminuye su densidad, dureza y rigidez, además su porcentaje de elongación disminuye de forma drástica.
Se entiende que es un punto intermedio de temperatura entre el estado fundido y el estado rígido del material. El estudio de Tg es más complejo en el caso de los polímeros que en cualquier otro material de moléculas pequeñas.
Por encima de la Tg los enlaces secundarios de las moléculas son mucho más débiles que el movimiento térmico de las mismas, por ello el polímero se torna gomoso y adquiere cierta elasticidad y capacidad de deformación plástica sin fractura. Este comportamiento es específico de polímeros termoplásticos y no ocurre en polímeros termoestables.

## Características básicas
Este tipo de transición se observa en materiales vítreos, entre un estado líquido (el material fluye) y otro estado aparentemente sólido, este estado aparentemente sólido es un estado de no-equilibrio termodinámico, el material es considerado un líquido subenfriado (que fluye a velocidades extremadamente lentas), con movimientos en sus segmentos prácticamente congelados.

## Polímeros
Todos los polímeros termoplásticos presentan una Tg, ya sean estos amorfos o semicristalinos. Los polímeros amorfos al calentarse presentan solamente una transición, la Tg. Los polímeros semicristalinos presentan dos, la Tg y la temperatura de fusión de los cristales (Tm).
Tg es un valor de extrema importancia en ingeniería de polímeros, pues indica la temperatura de trabajo del plástico y por ende determina si un plástico concreto puede ser utilizado para una aplicación dada.

## Análisis de Tg

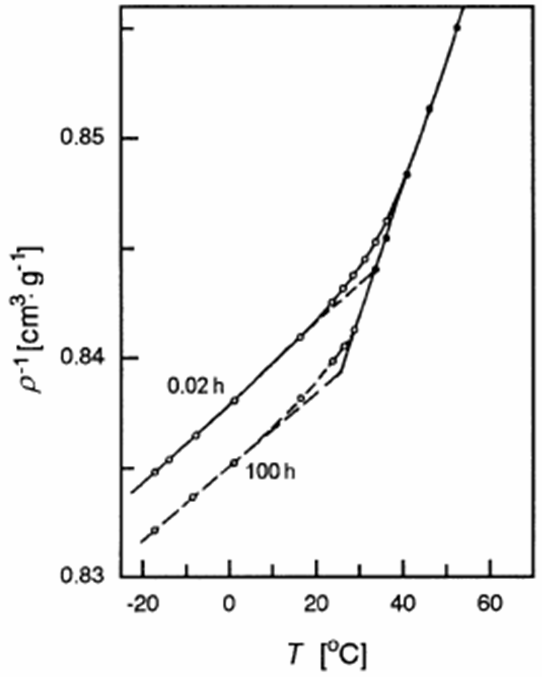
Determinación de temperatura de transición vítrea por dilatometría, con diferentes condiciones de alineamiento

La Tg no es una temperatura en la cual específicamente ocurre el cambio de estado, existen diferentes métodos experimentales para determinarla, pero debido al carácter termodinámico de esta pseudotransición, cada método provee de un valor de Tg diferente, es por ello que en los artículos científicos se provee siempre del método por el cual se determinó su valor. Para fines prácticos, no es tan importante el valor exacto de Tg, pues es comprensible que alrededor de esta temperatura, el polímero adquiere cierta plasticidad.
Tomando en cuenta la ley de Vogel-Fulcher, se tiene que la temperatura de transición vítrea, del estado líquido al estado vítreo es un fenómeno cinético que corresponde al punto de referencia de un estado de no-equilibrio debido al congelamiento de la relajación α,
Además de los experimentos de dilatometría, la Tg se puede calcular por otras técnicas, una de ellas incluye el uso de experimentos de DSC o barrido de calorimetría diferencial. Esta técnica es una de las más populares debido a la mínima cantidad de polímero requerido, lo confiable de sus mediciones y la información extra reflejada, aunque el equipo moderno necesario es de alto precio.
Los experimentos de DSC se pueden dividir en dos, el de temperatura modulada y el de potencia compensada. De cualquiera de ellos se puede extraer la información sobre Pg, además de otros valores como Cp, ΔH, Tm, y el comportamiento de cristalización de polímeros, copolímeros, mezclas, aleaciones de polímeros, etc.
El flujo de calor Φ obedece a: {\displaystyle \Phi \ ={\frac {dQ}{dt}}=c_{p}mq} donde: {\displaystyle q={\frac {dT}{dt}}}
Los equipos de DSC modernos pueden además impartir una onda sinusoidal de temperaturas súperimpuesta con el incremento lineal de temperatura, lo cual ayuda a proporcionar mejor información que el calentamiento lineal progresivo convencional.
{\displaystyle T(t)=T_{0}+qt+T_{\alpha \ }sen{(\omega \ t)}}
El análisis de los resultados requiere de un análisis de Fourier, con el cual se obtiene un resultado una capacidad calorífica CP compleja, es decir con un componente real y otro imaginario. {\displaystyle c_{P}^{*}=c_{P}^{'}-ic_{P}^{''}}
donde la parte real {\displaystyle c_{P}^{'}=\mid c_{P}^{*}\mid cos(\delta \ _{s})}
y la parte imaginaria {\displaystyle c_{P}^{''}=\mid c_{P}^{*}\mid sen(\delta \ _{s})}
para {\displaystyle \mid c_{P}^{*}\mid } y {\displaystyle \delta \ _{s}} (ángulo de fase del proceso de relajación del polímero), que son funciones tanto de la temperatura como de la frecuencia.
La Tg de los polímeros se puede disminuir mediante plastificantes que separa las cadenas poliméricas aumentando el volumen y facilitando el movimiento entre ellas.

## Tg de polímeros comunes
| Polímero                         | Tg en [Grado Celsius\|°C]] | Tv en [Kelvin\|K] |
| -------------------------------- | -------------------------- | ----------------- |
| ABS                              | 110                        | 190               |
| Poliacetal                       | -85                        | 175               |
| Nylon 6                          | 50                         | 225               |
| Nylon 6,6                        | 50                         | 260               |
| Nylon 6,10                       | 40                         | 215               |
| Nylon 11                         | 45                         | 185               |
| Poliacrilonitrilo                | 87                         | 320               |
| Polibutadieno                    | -121                       | -                 |
| Policarbonato                    | 152                        | 225               |
| Policloruro de vinilideno        | -20                        | 215               |
| Policloruro de vinilo            | 80                         | 205               |
| Poliestireno táctico             | 100                        | 235               |
| Poliéster                        | -                          | 235               |
| Polietileno PEAD                 | -35 a -120                 | 1335              |
| Polietileno PEBD                 | -325 a -120                | 105               |
| Politereftalato de etileno (PET) | 80                         | 265               |
| Polimetilmetacrilato             | 100 a 120                  | -                 |
| Polipropileno                    | -15 a -300                 | 160               |